# Peter Lange-Müller
Peter Erasmus Lange-Müller (1 de diciembre de 1850-26 de febrero de 1926) fue un compositor y pianista danés. Su estilo compositivo fue influenciado por la música popular danesa y las obras de Robert Schumann; Johannes Brahms; y sus compatriotas daneses, incluyendo a Johan Peter Emilius Hartmann. 

## Primeros años
Lange-Müller nació en Frederiksberg, Dinamarca, en el seno de una familia acomodada con antecedentes en política. Pasó su infancia pintando, leyendo poesía y estudiando música con destacados profesores, incluido G. Matthison-Hansen. Su mala salud le impidió asistir a la escuela hasta 1871, cuando ingresó al conservatorio para estudiar composición. Después de un año, sin embargo, su padre decidió que debía seguir su trayectoria profesional y lo inscribió en la Universidad de Copenhague para estudiar ciencias políticas. Sin embargo, no era apto para una vida en la política, y para 1874 se había sumergido por completo en su carrera compositiva. Fue en este momento que fundó junto con varios colegas la Sociedad de Conciertos de Copenhague. 

## Años medios
Para el próximo cuarto de siglo, Lange-Müller produjo una gran cantidad de música, que comprende unos setenta y siete números de opus. Y, durante varios años, dirigió la Sociedad de Conciertos que ayudó a establecer. Sin embargo, sufría de migrañas severas (más tarde relacionadas con una enfermedad ocular crónica), lo que le dificultaba mucho el trabajo. Por lo tanto, lo que podía componer rápidamente tiende a mostrar lo mejor de su habilidad compositiva. En consecuencia, sus canciones para voces no acompañadas y pequeñas piezas de cámara son sus obras más populares. También comprenden la mayor parte de su producción musical. De sus obras más grandes, completó dos sinfonías, un concierto para violín y una suite orquestal (En la Alhambra) que todavía se interpretan en la actualidad. En 1892, se casó con Ruth Block, con quien tuvo tres hijos. 

## Últimos años
Después de 1900, Lange-Müller compuso muy poco. Pasó la mayor parte del tiempo en su casa aislada en Sophienberg, entreteniendo a sus nietos. Murió el 26 de febrero de 1926, cuatro días después de un grave accidente callejero en Copenhague. 

## Lista de obras
- Fotos de la noche (Piano suite ca. 1864)
- Op. 1 Sulamith y Salomon (1874)
- Op. 3 En la Alhambra (suite orquestal-1876).
- Op. 4Tres poemas de Bergsøe (1875)

Estado de ánimo de noviembre (ca. 1876)
- Op. 5 Coro (Tonernes flugt, Novemberstemning…. 1876)
- Op. 6 Ocho canciones de Ingemann (canción de Sulamith: Queen in the Garden, canción de Giant, canción de Sulamiths: Inchch Sill, ... 1876)
- Op. 7 Tove (opera- 1878)
- Op. 8 12 piezas para piano
- Op. 9 Niels Ebbesen (barítono, coro de hombres y orquesta- 1878)
- Op. 10 Doce canciones de coro y cuarteto
- Op. 11 Canciones ambientadas en textos de Thor Lange (¿Por qué inclinarse el árbol de sauce, Kosakken. . . )
- Op. 13 Tengo un maestro llamado Sebald (1880 drama)
- Op. 14 Seis canciones danesas (al atardecer, clima fresco, la Tierra está enferma ... 1882)
- Op. 15 Fulvia (dramaturgo)
- Op. 16 Cinco canciones noruegas
- Op. 17 Sinfonía n. ° 1 en re menor ("Otoño" - 1879/1882)
- Op. 18 Seis cuentos populares de Thor Ling (Piel de sol brillante, curvas de sauce, Pequeño rowanberry rojo ... 1882)
- Op. 19 piezas de humor de Rusia (1882)
- Op. 20 Cuatro poemas de Tolstoy (Un borde de los pantanos brumosos, en lo profundo del crepúsculo, Como sombras a lo largo del cielo, Con la nieve enterrada ... 1883)
- Op. 21 Tres salmos (coro y orquesta, 1883)
- Op. 22 estudiantes españoles (1883)
- Op. 23 canciones de Drachmann (1884)
- Op. 24 canciones de Ernst von der Recke
- Op. 25 Érase una vez (1887 drama)
- Op. 26 Meranerreigen (piano)
- Op. 27 Seis Lieder (1885)
- Op. 28 cinco canciones francesas
- Op. 29 Two Lieder (para mezzo-soprano, coro y orquesta)
- Op. 30 Lady Jeanna (opera- 1891)
- Op. 31 thabor
- Op. 33 Sinfonía n. ° 2 en re menor (1889/1915)
- Op. 34 Ocho cuentos populares de Thor Ling (el pastor dibuja en su manga, En lo alto de las montañas, Todo mi amor, Todas las hierbas están brotando, es el verano suave ... 1888)
- Op. 36 Three cantatas (1888) y un cuarteto de cuerdas- Album Leaves (1889)
- Op. 38 Tres canciones de polaco y ruso (en el bosque I, II bosques, ángeles guardianes - 1890)
- Op. 39 Tres fantasías para violín y piano (1895).
- Op. 40 canciones de Karl Gjellerup
- Op. 41 Por el Bósforo (drama de 1891)
- Op. 42 Peter Plus (dramaturgo)
- Op. 44 Duquesa de Borgoña (dramaturgo)
- Op. 47 Weyerburg (suite orquestal en 1894)
- Op. 48 "Letizia" (1898 drama)
- Op. 49 Danza e intermezzi (piezas para piano)
- Op. 50 Vikingeblod (ópera 1900)
- Op. 53 Trío de piano en fa menor (1898)
- Op. 54 Tres canciones junto al mar.
- Op. 55 Medieval (melodrama 1896)
- Op. 56 Siete piezas de bosque (piezas de piano)
- Op. 57 Cuatro canciones de "Cosmus" (El sol aparece como una rosa, canto sobre un rey, ... - 1898)
- Op. 59 Renacimiento (melodrama 1901)
- Op. 63 Romance para violín y orquesta (1899) (también disponible en versión para piano y violín)
- Op. 64 diecisiete historias y canciones de Thor Ling (1899)
- Op. 65 Tres canciones de Madonna (1900)
- Op. 66 Piano Fantasy en c-menor.
- Op. 67 Prólogo de English Concert Association 1 - concierto (Coro y Orquesta 1902)
- Op. 68 melodías silenciadas (piezas para piano)
- Op. 69 Concierto para violín en do mayor (1904)
- Op. 71 Cantata del centenario de Hans Christian Andersen (1905)
- Op. 72 Agnete y Havmanden (coro y orquesta, 1908)
- Op. 75 Nueve canciones de Ernst von der Recke (1908)
- Op. 77 Canciones Wanderer (camino por el camino que el Señor está subiendo, como un tono tenue de. . . )

- Señales del reloj al Ayuntamiento de Copenhague (1905)
- Noche de verano en el sonido (banda)
- In Memoriam (Orquesta 1914)
- Lamentazione (Orquesta 1914)